# Robert Chichester (homme politique)
Robert Peel Dawson Spencer Chichester, (13 août 1873 - 10 décembre 1921) est un militaire et homme politique irlandais.

## Jeunesse et famille
Il est le fils d'Adolphus John Spencer Churchill Chichester (18 décembre 1836 - 5 mars 1901) un fils du 4e marquis de Donegall et de Mary Dawson (décédée en 1924).
Robert Chichester épouse Dehra Parker, plus tard membre du Parlement d'Irlande du Nord pour Londonderry et South Londonderry. Ils ont un fils et une fille ; leur fils est décédé avant eux :
- Robert James Spencer Chichester (1902-1920)
- Marion Caroline Dehra Chichester (1904-1976); mère du Premier ministre d'Irlande du Nord James Chichester-Clark et de Robin Chichester-Clark.

## Carrière
Il sert dans la campagne britannique d'Afrique centrale (1897-1900) et est officier dans les gardes irlandais en août 1900. Il est promu lieutenant le 1er janvier 1901 et participe à la seconde guerre des Boers. Le 22 janvier 1902, il est promu capitaine et plus tard major dans les Irish Guards. Il obtient le grade de lieutenant-colonel au service des Royal Irish Rifles. Il occupe le poste de haut shérif du comté de Londonderry en 1907 et est nommé haut shérif d'Antrim en 1911.
Il est juge de paix pour les comtés de Donegal, Antrim et Londonderry. Il occupe le poste de lieutenant adjoint des comtés de Donegal, Antrim et Londonderry. Il vit à Moyola Park, Castledawson, comté de Londonderry. Il est brièvement député à Westminster pour South Londonderry : son gendre, sa femme et un petit-fils sont plus tard députés de South Londonderry au parlement d'Irlande du Nord et un autre petit-fils pour Londonderry à Westminster.